# Gyrocarisa acuta
Gyrocarisa acuta är en nattsländeart som beskrevs av Weaver 1997. Gyrocarisa acuta ingår i släktet Gyrocarisa och familjen Petrothrincidae. Inga underarter finns listade i Catalogue of Life.